# 家庭兒童
家庭兒童（英語：Home Children）是安妮·麥弗遜於1869年創立的移民兒童計劃，該計劃有超過100,000名兒童從英國被送往澳大利亚、加拿大、新西兰和南非。该计划于1930年代大萧条时期因经济原因而被暂停，但直到1970年代才被彻底终结。移民儿童计划于1987年在英国被揭露，并在1998年英国议会的调查中显示很多被迫移民至澳大利亚和新西兰的儿童在教会学校遭到系统性的虐待。
2010年2月23日，时任英国首相戈登·布朗公开为受到移民儿童计划影响的人道歉，并承诺将出资六百万英镑以补偿受到该计划影响的家庭。